# Cantón de Saint-Méen-le-Grand
El cantón de Saint-Méen-le-Grand era una división administrativa francesa, que estaba situada en el departamento de Ille y Vilaine y la región de Bretaña.

## Composición
El cantón estaba formado por nueve comunas:
- Bléruais
- Le Crouais
- Gaël
- Muel
- Quédillac
- Saint-Malon-sur-Mel
- Saint-Maugan
- Saint-Méen-le-Grand
- Saint-Onen-la-Chapelle

## Supresión del cantón de Saint-Méen-le-Grand
En aplicación del Decreto nº 2014-177 de 18 de febrero de 2014, el cantón de Saint-Méen-le-Grand fue suprimido el 22 de marzo de 2015 y sus 9 comunas pasaron a formar parte del nuevo cantón de Montauban-de-Bretagne.